# Neptis intermedia
Neptis intermedia är en fjärilsart som beskrevs av Schultze 1920. Neptis intermedia ingår i släktet Neptis och familjen praktfjärilar. Inga underarter finns listade i Catalogue of Life.